# Fitacola
Fitacola (auch Fita Cola, auf Deutsch etwa Klebeband) ist eine portugiesische Punk-Band aus Coimbra.

## Geschichte
Die Band wurde 2003 in der Universitätsstadt Coimbra gegründet. Nach ihrer 2005 selbstproduzierten EP Rebobina e Pensa erschien 2008 ihr erstes Album Mundo Ideal. Es wurde von Alan Douches in den New Yorkern West West Side Studios gemastert und brachte ihnen erste Aufmerksamkeit in der Musikszene. 2010 erschien eine weitere EP in der vierten Serie der Nachwuchsreihe von Optimus Records, dem Musiklabel der Telekommunikationsfirma Optimus. Einige der sechs Lieder auf der Outros Dias genannten EP wurden auch auf dem folgenden Album Caminhos Secretos veröffentlicht, darunter das Duett mit CPM-22-Sänger Badauí, mit dem die Band auch einen Videoclip zu dem Lied produzierte. Das im Duett mit Kalú, dem Schlagzeuger der Xutos & Pontapés, eingesungene Stück Cai Neve Em Nova York (dt.: Schnee fällt in New York), eine Coverversion von José Cid, blieb dagegen eine Besonderheit der EP. Nach der Veröffentlichung von Caminhos Secretos ging die Band im Winter 2010 auf eine Headliner-Tour durch Portugal.
Fitacola waren bereits häufiger Vorgruppe für international bekannte Punkbands. So spielten sie beispielsweise 2008 mit Less Than Jake, 2010 mit Rise Against im Lissabonner Coliseu dos Recreios, mit Sum 41 bei ihren Portugal-Konzerten 2011, und 2012 mit Anti-Flag in der Konzerthalle TMN ao Vivo (am Cais do Sodré).

## Diskografie
- 2005: Rebobina E Pensa (kein Label)
- 2008: Mundo Ideal (Sons Urbanos Records)
- 2010: Outros Dias (EP, Optimus Discos)
- 2010: Caminhos Secretos (Sons Urbaons Records)